# Атанас Тумангелов
Атанас Тодоров Тумангелов е деец на Българския комунистически младежки съюз. Син е на революционера от Априлското въстание Тодор Тумангелов. Брат е на анархистите Нешо и Нягол Тумангелови, участници в Копривщенската анархо-комунистическа чета, и Райо Тумангелов, ятак на същата чета.
Арестуван, бит и изтезаван в Околийското управление в град Пирдоп, заедно с брат си Нягол се укрива в Пловдив. В града продължава революционната си дейност, но поради провал, при който е убит Христо Гюлеметов – Бонбона, минават с брат си в нелегалност. Укриват се в Пловдив, София, а зимно време и в Хасково.
Полицията усилено ги издирва и за това през пролетта на 1925 година в района на Средна гора се присъединяват към Тумангеловата чета на брат им Нешо. В края на годината заедно с четата емигрира в Кралството на сърби хървати и словенци, където става тютюноработник. В резултат от динамичният си живот се разболява и почива от мозъчен удар на 4 юни 1929 година в Любляна.